# Questions d'éthique pratique
Questions d'éthique pratique (titre original : Practical Ethics) est un ouvrage de philosophie morale de Peter Singer, publié en 1979. 
Il a été publié en français chez Bayard en 1997.

## Thèmes
L'auteur évoque de manière détaillé son « principe de l’égale considération des intérêts » et rappelle que si un être est vivant et conscient (même si cet être est un animal), le refus de prendre en considération cette souffrance n'est pas justifié moralement. Il en déduit ainsi qu'il convient de rejeter l'abattage des animaux pour en faire des aliments.
Faisant usage de la méthode utilisée par les philosophes conséquentialistes, il tire de nombreuses conséquences de sa philosophie morale en ce qui concerne les droits des animaux, le végétarisme, l'avortement, l'infanticide, la bioéthique, les migrations internationales, le développement économique, etc.